# Carmen Montiel (boxeadora)
María del Carmen Montiel, conocida popularmente como "La Guapa" (Morón; 1965-Villa Luzuriaga; 21 de agosto de 2022), fue una boxeadora argentina profesional de la categoría superpluma. Segunda mujer en conseguir la licencia profesional emitida por la Federación Argentina de Box.
Se caracterizó por ser una persona humilde de gran corazón y por su amor hacia los animales. Su sueño era tener su propio gimnasio el cual estaba proyectando. 
El libro "Abran paso" de Yésica Palmetta e Irene Deserti dedicó alguna de sus páginas reconocer la trayectoria de "La guapa" y su paso por el boxeo, contado en primera persona. 
La última etapa de su vida se dedicó a dar clases personalizadas de boxeo a domicilio, a personas con diferentes condiciones con el objetivo de mejorar la calidad de vida tanto física como mental mediante el boxeo. 

## Carrera profesional
Comenzó en el boxeo a los 31 años, convirtiéndose en boxeadora profesional luego de disputar veintidós combates amateurs.

«Nunca pensé ser boxeadora. Si me lo preguntaban hace 20 años los hubiese tratado de locos.»

Se entrenó de la mano del profesor Jorge Acuña, enfrentándose a boxeadoras de la talla de Patricia Quirico, Marcela La Tigresa Acuña y Alejandra Locomotora Oliveras.

«Mi sueño siempre era dedicarme al fisicoculturismo y poder tener mi propio gimnasio. Quería generar un espacio donde las personas que tuvieran problemas, pudieran desarrollar el músculo y mejorar la calidad de vida.»

## Muerte
Carmen Montiel falleció el 21 de agosto de 2022 en su domicilio del barrio Los Pinos, Partido de La Matanza, a consecuencia de un incendio accidental provocado por la caída de una estufa. Tenía cincuenta y ocho años.